# الصينيون في مصر
الصينيون في مصر هم إحدى المجموعات الأصغر من الصينيين المغتربين؛ ومع ذلك، فهم مجتمع متنوع للغاية وله تاريخ يعود إلى أكثر من قرن وأغلبهم لا زالوا يقيمون في مصر لحد الآن.
تعتبر مصر والصين من أقدم وأثرى الحضارات في العالم، وتلاقت الحضارتان على مر العصور تجارياً وثقافياً، ومع قيام جمهورية الصين الشعبية في أكتوبر 1949 ونجاح ثورة يوليو 1952 في مصر، تلاقت توجهات البلدين في الدفاع عن قضايا العالم الثالث، وكان لقاء الرئيس جمال عبد الناصر ورئيس الوزراء الصيني «شو إن لاي» في عدة مناسبات (رانجون – باندونج)، ثم إقامة العلاقات الدبلوماسية بين البلدين في 30 مايو 1956 لتكون بذلك مصر أول دولة عربية وأفريقية تقيم علاقات دبلوماسية مع جمهورية الصين الشعبية، وكانت هذه الخطوة نقطة فارقة في علاقات الصين الدولية في ظل مناخ الحرب الباردة حيث كان لدور مصر الرائد على المستويين العربى والافريقى تأثيره الكبير على الساحة الدولية، وتوالى الاعتراف بعد ذلك بجمهورية الصين الشعبية.

## الطلبة
لطالما كانت مصر، وخاصة جامعة الأزهر في القاهرة، وجهة مهمة للمسلمين الصينيين الذين يسعون لتعلم الإسلام. أقرب طلاب التي ترعاها الحكومة الصينية لحضور كانوا الأزهر مجموعة من أربعة أرسلت في عام 1931. ومع ذلك، كان العلماء الصينيين كثيرين، مثل يوسف ما ديشين، أول من ترجم معاني القرآن الكريم إلى الصينية، ذهبوا إلى الأزهر بمفردهم منذ القرن التاسع عشر. وجمهورية الصين (1912-1949) تم إرسال بعض المسلمين مثل محمد ما جيان وغيرهم من الطلاب المسلمين إلى الدراسة في الأزهر في مصر. سميت مكتبة فؤاد مسلم في الصين باسم فؤاد الأول ملك مصر من قبل المسلم الصيني ما سونغ تينغ.
درس الإمام وانغ جينغزاي في جامعة الأزهر في مصر مع العديد من الطلاب المسلمين الصينيين الآخرين، وهم أول الطلاب الصينيين في العصر الحديث للدراسة في الشرق الأوسط. استذكر وانغ خبرته في التدريس في المدارس الدينية في مقاطعات خنان (يو) وخبي (جي) وشاندونغ (لو) والتي كانت خارج المعقل التقليدي لتعليم المسلمين في شمال غرب الصين، حيث كانت الظروف المعيشية أسوأ. وكان الطلاب أكثر صعوبة من طلاب الشمال الغربي. في عام 1931 أرسلت الصين خمسة طلاب للدراسة في الأزهر بمصر، من بينهم محمد ما جيان وكانوا أول صيني يدرس في الأزهر. مثل نا زونج، سليل نصر الدين (يونان) ، كان أحد الطلاب الذين أرسلوا إلى الأزهر في عام 1931 ، إلى جانب تشانغ زيرين، وما جيان، ولين تشونغ مينغ.
وامتد الإسلام إلى الصين عن طريق الطلاب هوى مسلم مثل محمد ما جيان الذي درس في الأزهر في مصر) مقولة للنبي محمد، انتشرت في الصين تقول: «حب الوطن يعادل حب الإيمان» ( الصينية التقليدية: 愛護 祖國 是 屬 信仰 的 一 部份 ) ( الصينية المبسطة : 爱护 祖国 是 属于 信仰 的一部份)؛ ( العربية: حب الوطن من الایمان )
انتقل جنرال هوي مسلم ما بوفانج وحاشيته بما في ذلك ما تشينجشيانغ إلى مصر قبل تعيينهم سفيراً في المملكة العربية السعودية. توقفت التبادلات خلال الثورة الثقافية، لكنها استؤنفت في عام 1981؛ مجموعة العشرة المرسلة من الصين إلى الأزهر في ذلك العام ضمت ثلاثة إيغوريين وستة هوي وكازاخستاني واحد . بحلول عام 1992 ، وصل هذا العدد إلى أربعة وثلاثين طالبًا، من بينهم ثمانية وعشرون من الأويغور. اعتبارًا من عام 2006، كان هناك حوالي 300 طالب دولي من الصين في مصر، وكان الجزء الأكبر منهم يدرس في الأزهر. تقدم الصين أيضًا منحًا دراسية للطلاب في جامعات أخرى، مثل جامعة القاهرة . يشكو بعض الطلاب بشكل خاص من أن الحكومة الصينية تفضل رعاية أولئك الذين يدرسون العلوم وتضع عقبات مختلفة في طريق أولئك الذين يدرسون الدين.

## الأعمال
بدأت شركات البناء الصينية تشق طريقها في مصر في أوائل 1980s، بعد وقت قصير من الإصلاح والانفتاح في الاقتصاد الصيني . فقد تمكنوا من تقليل عرض أسعار شركات المقاولات المحلية عن طريق استيراد العمالة من الصين، على الرغم من ارتفاع معدلات البطالة في مصر. يشتهر العمال الصينيون بكونهم ماهرين ومثابرين وفعالين. صرح Dru C. Gladney أن عدد عمال البناء الصينيين في مصر بلغ ذروته بين عامي 1985 و1986، عند حوالي 10000 شخص، لكنه انخفض مرة أخرى إلى حوالي 5000 بحلول عام 1992.

## التجار ورجال الأعمال
بدأ التجار ورجال الأعمال الصينيون الأفراد بالوصول إلى مصر في أواخر التسعينيات وأوائل القرن الحادي والعشرين؛ جاءوا إلى حد كبير من تشجيانغ، وفوجيان، و شمال شرق البلاد عادة ما يفتحون أعمالًا في قطاعات المطاعم والملابس والاتصالات. تقدم العديد من مطاعمهم المأكولات الكانتونية نظرًا لشعبيتها بين المصريين، على الرغم من قلة المهاجرين من قوانغدونغ.
اعتبارا من يونيو 2008، كان أكثر من 500 شركة صينية في مصر استثمرت ما مجموعه الولايات المتحدة $ 450,000,000 رأس المال. يسمح تصنيع المنتجات في مصر لهم بالاستفادة من الكهرباء والمياه المحلية الرخيصة، فضلاً عن العمالة المحلية التي قد تكون في الواقع أرخص من الصين في بعض القطاعات، مثل الملابس.